# Narikače
Narikača, naricaljka, tužaljka, bugarilja, žalostnica ili plakavica jest žena koja obredno oplakuje mrtvaca. Pjevanje i jecanje bilo je poznato i u Starom Egiptu. Glavnu ulogu imala bi žena bliska pokojniku, ali ako ona i druge žene iz rodbine nisu bile sposobne naricati unajmile bi se profesionalne narikače, često, ali ne svugdje uz naknandu. Etimologijski pojam dolazi od 'rika', 'rikati', odnosno snažno i prodorno se glasati. Naricanja i oplakivanja često su puna improvizacija. Narikače se uglavnom pomiču, hodaju i ljuljaju naprijed-nazad što dodatno daje na dramatici cijelog događaja.[nedostaje izvor]

## Povijest
Zanimanje je poznato još od antike, slike ožalošćenih nalaze se u drevnoj egipatskoj i starogrčkoj umjetnosti. Platon spominje karijanske himne koje su pjevali njihovi zborovi. Prorok Jeremija izvještava o ženama koje tuguju i poziva ih da tuguju za svojim narodom. U starom Rimu u pogrebnim povorkama sudjelovali su svirači s frulama uz koje su išle žene koje su pjevale tužne i pohvalne pjesme nenije, a bol se iskazivala udaranjem u prsa, plakanjem, vikanjem i naricanjem.

## Vanjske poveznice
- Članak u Narodni.net